# سيميت بلبل
سيميت بلبل (بالتركية: Samet Bülbül)‏ هو لاعب كرة قدم تركي في مركز الوسط، ولد في 13 مارس 1991 في إسطنبول في تركيا. شارك مع منتخب تركيا تحت 19 سنة لكرة القدم. أما مع النوادي، فقد لعب مع بوجاسبور وشانلي أورفا سبور ونادي بشكتاش.

## وصلات خارجية
- سيميت بلبل على موقع اتحاد تركيا (لاعب) (الإنجليزية)
- سيميت بلبل على موقع قاعدة بيانات كرة القدم.إي يو (الإنجليزية)
- سيميت بلبل على موقع عالم كرة القدم.نت (الإنجليزية)